# Liste d'écrivains uruguayens
Cette liste présente les auteurs uruguayens qui ont écrit aussi bien en espagnol et en des autres langues (en français, etc.)
- Haut – A
- B
- C
- D
- E
- F
- G
- H
- I
- J
- K
- L
- M
- N
- O
- P
- Q
- R
- S
- T
- U
- V
- W
- X
- Y
- Z

## A
- Eduardo Acevedo Díaz
- Hugo Achugar
- Francisco Acuña de Figueroa
- Delmira Agustini
- Claudia Amengual
- Enrique Amorim
- Arturo Ardao
- Mario Arregui

## B
- Mario Benedetti
- Amanda Berenguer
- Virginia Brindis de Salas
- Blanca Luz Brum
- Hugo Burel

## C
- Esther de Cáceres
- Adolfo Castells
- Gladys Castelvecchi
- Julio César Castro

## D
- Mario Delgado Aparaín
- Antonio Díaz
- José Pedro Díaz
- Eduardo Dieste

## E
- Francisco Espínola

## F
- Juan Esteban Fagetti
- Benjamín Fernández
- Alfredo Mario Ferreiro
- Emilio Frugoni

## G
- Eduardo Galeano
- Marosa di Giorgio

## H
- Felisberto Hernández
- Ernesto Herrera
- Julio Herrera y Reissig
- Bartolomé Hidalgo

## I
- Juana de Ibarbourou

## L
- Jules Laforgue
- Jacobo Langsner
- Antonio Larreta
- Comte de Lautréamont
- Mario Levrero
- Carlos Liscano
- Antonio Lussich

## M
- Carlos Maggi
- Circe Maia
- Jorge Majfud
- Isidoro de María
- Tomás de Mattos
- Alicia Migdal
- Casiano Monegal
- Raúl Montero Bustamante
- Jesús Moraes
- Juan José Morosoli
- Ariel Muniz
- Daniel Muñoz

## N
- Luis Novas Terra

## O
- Álvaro Ojeda
- Juan Carlos Onetti
- Emilio Oribe

## P
- Ricardo Paseyro
- Mariana Percovich
- Manuel Pérez y Curis
- Cristina Peri Rossi
- Felipe Polleri
- Carmen Posadas

## Q
- Horacio Quiroga

## R
- Ángel Rama
- Carlos Real de Azúa
- Carlos Rehermann
- José Enrique Rodó
- Rubén Romano
- Mauricio Rosencof

## S
- Florencio Sánchez
- Carlos Oliver Schneider
- Susana Soca
- Armonía Somers
- Jules Supervielle

## V
- María Eugenia Vaz Ferreira
- Helen Velando
- Pablo Vierci
- Constancio C. Vigil
- Mercedes Vigil
- Idea Vilariño
- Ida Vitale

## Z
- Justino Zavala Muniz
- Juan Zorrilla de San Martín
- Alberto Zum Felde